# Michael Gundringer
Michael Gundringer (* 28. Juli 1876 in Oberndorf bei Salzburg; † 1. November 1957 ebenda) war ein österreichischer Heimatforscher, Theaterschriftsteller und Heimatdichter.

## Leben
Michael Gundringer machte ab 1891 eine Lehre zum Sattler- und Tapeziergesellen in Laufen bei Sattlermeister Joseph Ullrich. Dem folgten die Wanderjahre eines Gesellen. Er war sieben Jahre bei der reisenden Laufener Schiffertheatergesellschaft. 1896 wurde er in die Schifferschützengilde Oberndorf aufgenommen. 1901 trat er in den Postdienst ein. Mit einem geregelten Einkommen als Landbriefträger konnte er in der damaligen großen wirtschaftlichen Not seine Familie versorgen. Viele Begegnungen in dieser 30-jährigen Tätigkeit beeinflussten ihn in seinen schriftstellerischen Arbeiten.
In seinem Bemühen um die Erhaltung der Bräuche lagen ihm die jährlich wiederkehrenden historischen Gedenktage der Salzachschiffer wie der Leonhardi-Bühel-Ritt, das Sternsingen und das Hirtenspiel besonders am Herzen. Einen Namen machte er sich auch, als er das althergebrachte Schifferstechen wieder aufleben ließ oder als Organisator der glanzvollen Piratenschlacht auf der Salzach auftrat, welche als Höhepunkte in der Region Oberndorf/Laufen und im Salzburger Umland galten.
Als der letzte Direktor des reisenden Schiffertheaters Ferdinand Pfaffenberger 1910 starb, führte er die Tradition des alten Theaters an einer stationären Bühne in Oberndorf weiter und brachte dort seine eigenen und andere Bühnenwerke zur Aufführung.
Es gelang ihm die alten Schifferbräuche und die Wesensart der Salzachschiffer auf der Bühne darzustellen.

## Anerkennungen
- Ehrenbürger der Stadtgemeinde Oberndorf bei Salzburg
- Michael-Gundringer-Straße in Oberndorf
- Das Schifferschützencorps dankte Michael Gundringer mit dem Titel eines Ehrenkommandanten.
- Österreichische Medaille für 40-jährige ehrenvolle Tätigkeit im Feuerwehr- und Rettungswesen

## Werke (Auswahl)
Michael Gundringer schrieb an die 60 Theaterstücke, die mit Erfolg aufgeführt wurden. Zwischen 1922 und 1936 erschienen zahlreiche heimatkundliche Bücher, Aufsätze und Schriften.
- 1903 Der Judas von Transvaal
- 1905 Turnerblut
- 1905 Der Feuerwehr-Andrä
- 1905 Schuld und Sühne
- 1907 Der Held von Queretaro
- 1908 Bayerntreue

- 1912 Die schöne Pfössin unterm Berg
- 1912 Der Pfleger von Weitwörth
- 1913 Stille Nacht, Heilige Nacht, Volksstück mit Gesang
- 1921 A Woaslbua
- 1922 Die Fischer-Rosl von Ostlaufen
- 1922 Entfremdet

- Gehetztes Wild. Volksstück.[2]

Eigene Veröffentlichungen
- Die letzten Haunsberger nach einer geschichtlichen Sage. Laufener Wochenblatt, 8. April 1933
- Die Schreckenstage in Laufen-Oberndorf. 14. bis 18. September 1899. Südost-Kurier, Beilage Inn-Salzach-Land 24. September 1949
- Stille Nacht, Heilige Nacht. Das unsterbliche Lied, wie es entstand. Eigenverlag 1950, Druck Salzburger Druckerei GmbH
- Oberndorfer Kranzltag Gedicht von Michael Gundringer in der Laufener Kreiszeitung, Ausgabe Der Salzach-Bote 30./31. Mai 1956.
- Selbstbiographie von Michael Gundringer. Neuauflage, 2. Jahrgang, Heft 2, 1968, Heimatkundliche Zeitschrift des historischen Vereins Rupertiwinkel, Schriftleitung Hans Roth[3]